# Krystyna Zabawska

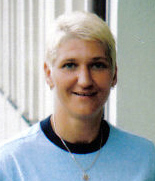
Krystyna Zabawska, 2007

Krystyna Zabawska (geb. Danilczyk; * 14. Januar 1968 in Dąbrowa Białostocka) ist eine polnische Kugelstoßerin.
Bei den Leichtathletik-Weltmeisterschaften 1991 in Tokio wurde sie Zwölfte und bei den Olympischen Spielen 1992 in Barcelona Zehnte. Im Jahr darauf schied sie bei den Weltmeisterschaften in Stuttgart in der Qualifikation aus.
Bei den Weltmeisterschaften 1997 in Athen wurde sie Achte. 1999 gewann sie bei den Hallenweltmeisterschaften in Maebashi die Silbermedaille und wurde bei den Weltmeisterschaften in Sevilla erneut Achte.
Einem fünften Platz bei den Olympischen Spielen 2000 in Sydney folgte ein zehnter bei den Weltmeisterschaften 2001 in Edmonton, ein siebter bei den Europameisterschaften 2002 in München und jeweils ein sechster bei den Weltmeisterschaften 2003 in Paris/Saint-Denis und den Olympischen Spielen 2004 in Athen.
Ihr letzter größerer Erfolg war die Silbermedaille bei den Halleneuropameisterschaften 2005 in Madrid. Bei den Europameisterschaften 2006 in Göteborg wurde sie Neunte, bei den Olympischen Spielen 2008 in Peking scheiterte sie in der Qualifikation.
Krystyna Zabawska gewann mit Ausnahme von 1995 und 2005 in allen Jahren von 1991 bis 2006 den nationalen Meistertitel im Freien und mit Ausnahme der Jahre 1995, 2001, 2002 und 2007 in allen Jahren von 1990 bis 2008 in der Halle.
Ihr Ehemann Przemysław Zabawski ist gleichzeitig ihr Trainer. Das Paar lebt in Białystok und hat eine 1995 geborene Tochter Daria, wer ist Leichtathletin auch (sie konkurriert in Diskuswurf).

## Persönliche Bestleistungen
- Kugelstoßen: 19,42 m, 8. Juli 1992, Lyon
  - Halle: 19,26 m, 21. Februar 1999, Spała